# Kivimaa-Moonlight Bay (Saskatchewan)
Kivimaa-Moonlight Bay ist ein Resort Village in der kanadischen Provinz Saskatchewan. Es liegt im Südosten der Census Division No. 17 am Westufer des Turtle Lake.
Das Ressort gehört zur Gemeinde Mervin No. 499.

## Demografie
Laut der Zählung von 2001 lag die Einwohnerzahl von Kivimaa-Moonlight Bay bei 42 Personen. Zum Jahr 2006 stieg dieser Wert um 200 % auf 126 an.
Nach der Volkszählung aus dem Jahr 2011 lebten im Resort Village 84 Personen. Bis 2016 blieb dieser Wert konstant. Das durchschnittliche Alter liegt bei 65 bis 70 Jahren.